# C11H15BrO2
化学式C11H15BrO2的化合物（摩尔质量：259.14 g/mol）可以指：
- 3-溴金刚烷-1-甲酸，CAS号：21816-08-0
- 1-溴-2,5-二甲氧基三甲苯，CAS号：69821-05-2

|  | 这个同类索引页列出了具有相同分子式的化学物（即同分異構體）条目。 除非您是有意链接至本页，否则应将相应条目的内部链接指向正确的条目。 |